# Great Lakes Council
Koordinaten: 32° 13′ S, 152° 32′ O

Great Lakes Council war ein lokales Verwaltungsgebiet (LGA) im australischen Bundesstaat New South Wales. Das Gebiet war 3.376 km² groß und hatte zuletzt etwa 34.000 Einwohner. 2016 ging es im neu geschaffenen Mid-Coast Council auf.
Great Lakes lag an der Pazifikküste in der Hunter-Region etwa 300 km nordöstlich der Metropole Sydney. Das Gebiet umfasste 108 Ortsteile und Ortschaften, darunter Blueys Beach, Boolambayte, Booral, Booti Booti, The Branch, Bulahdelah, Bungwahl, Carrington, Coolongolook, Crawford River, Darawank, Failford, Forster, Girvan, Hawks Nest, Minimbah, Markwell, Mayers Flat, Nerong, Pindimar, Upper Myall, Pacific Palms, Rosenthal, Smith Lake, Stroud, Stroud Road, Tea Gardens, Tuncurry, Willina, Wootton und Teile von Bunyah, Karuah und Nabiac. Der Sitz des Shire Councils befand sich in der Küstenstadt Forster im Norden der LGA, die zuletzt etwa 14.000 Einwohner hatte.
Überregionale Bekanntheit erlangt hat die Tea Gardens-Hawks Nest Bridge im Süden des Councils. Diese Brücke erzeugt bei bestimmten Windverhältnissen weithin hörbare Summtöne, die ihr den Namen Singing Bridge einbrachten.

## Verwaltung
Der Council von Great Lakes hatte zwölf Mitglieder, die von allen Bewohnern der LGA gewählt wurden. Great Lakes war nicht in Bezirke untergliedert. Aus dem Kreis der Councillor rekrutierte sich auch der Mayor (Bürgermeister) des Councils.